# Ammophilomima triangulata
Ammophilomima triangulata är en tvåvingeart som beskrevs av Günther Enderlein 1914. Ammophilomima triangulata ingår i släktet Ammophilomima och familjen rovflugor. Inga underarter finns listade i Catalogue of Life.